# لفلاي
لفلاي بلدية بولاية بجاية الجزائرية تتبع دائرة سيدي عيش. سجل بها الإحصاء الوطني لسنة 2008 عدد سكان بلغ 6433 نسمة.

## أعلام
- عمور عبد النور

## مواضيع ذات صلة
- بلديات ولاية بجاية
- دوائر ولاية بجاية